# Sebastián Battaglia
Sebastián Alejandro Battaglia (Santa Fe, 8 de noviembre de 1980) es un exfutbolista y entrenador argentino que jugaba como mediocampista. Jugó la mayor parte de su carrera en Boca Juniors, donde permaneció durante 13 temporadas y media, desde 1998 hasta 2003 y desde 2005 hasta su retiro en 2013. También tuvo una etapa en el Villarreal C. F. desde 2004 hasta 2005. Actualmente está sin club.
Formado en las divisiones inferiores de Boca Juniors, se desempeñaba como mediocampista, y tuvo dos etapas en el club azul y oro (1998-2003, 2005-2013) donde sumó 17 títulos a nivel nacional e internacional, que lo convirtieron en el jugador más laureado en la historia del club xeneize. Entre sus mayores éxitos con el club, se destacan la triple corona del 2000 y del 2003, obteniendo el Torneo Apertura, la Copa Libertadores y la Copa Intercontinental, venciendo al Real Madrid C. F. y al A. C. Milan respectivamente. Formó parte de una de las etapas más doradas de Boca, por lo que es considerado un ídolo del club. También tuvo un breve paso por España, en el club Villarreal C. F. A nivel internacional tuvo 10 apariciones con la Selección Argentina, entre 2003 y 2009. En 2013, debido a una lesión que sufrió dos años antes y tras pasar más de un año inactivo, tuvo que retirarse a los 32 años.
Empezó a desempeñarse como entrenador en Almagro de la Primera B Nacional, para luego trabajar como asistente técnico de Julio César Falcioni en Banfield; más tarde se haría cargo de la Reserva de Boca Juniors para así después ser técnico del equipo mayor, con el que logró ganar dos copas nacionales y el campeonato de Primera División en 2022.

## Trayectoria

### Como jugador
Salió de la liga santafesina, donde hizo su muestra de fútbol en el club Ciclón Racing, donde después pasó a las divisiones inferiores, reservas y juveniles de Boca Juniors, donde se desempeñó como volante central.

#### Debut en Boca Juniors y etapa dorada del club (1998-2003)
Su debut en la Primera del club Xeneize se dio con Carlos María García Cambón como entrenador el 31 de mayo de 1998, con apenas 17 años, en un partido frente a Gimnasia y Tiro de Salta, correspondiente al Torneo Clausura 1998, en la victoria 4-0 de su equipo, donde jugó los últimos 4 minutos del partido, siendo su único partido en dicho torneo.
Previamente a la llegada de Carlos Bianchi como director técnico de Boca, Battaglia estuvo a prueba por 1 mes en el Club Deportivo Badajoz de España, pero se quedó para jugar la Copa Mercosur con el xeneize.
En la segunda mitad de año, con la llegada de Carlos Bianchi jugó algunos partidos de la Copa Mercosur 1998, pero ninguno en el Torneo Apertura, en dónde el titular era el colombiano Mauricio Serna y alternaban en esa posición el peruano José Pereda y Ariel Rosada. Boca finalmente saldría campeón luego de 6 años sin poder hacerlo.
En el año 1999 El león sólo jugó 4 partidos en el Torneo Clausura 1999 (donde el club se coronó nuevamente campeón) como volante central o como volante por los costados. En el Torneo Apertura de ese mismo año solo jugó 3 partidos.
El 2000 fue un buen año para Sebastián ya que consiguió jugar muchos partidos. La primera mitad de 2000 el titular como volante central fue Traverso por la lesión de Serna, pero Sebastián se ganó un lugar jugando por las bandas. Alternando con Gustavo Barros Schelotto, Marchant y el Pepe Basualdo. Comenzó el año convirtiendo su primer gol a River Plate en un amistoso de verano en el cual un equipo conformado por juveniles (a excepción del arquero Roberto Abbondanzieri) venció por 2-1. Tras este partido, Ramón Díaz, el entrenador del clásico rival, renunciaría a su cargo. En el Torneo Clausura jugó 15 partidos y en la Copa Libertadores, que finalmente el club ganó luego de 22 años, disputó 13 partidos. Torneo Apertura jugó 16 partidos y logró ganarlo. También ese mismo semestre disputó la Copa Mercosur 2000, jugando 4 partidos y convirtiendo su primer gol en primera, contra Olimpia de Paraguay, el 2 de agosto de 2000, que sirvió para la victoria por 1-0. Finalmente fue uno de los titulares del equipo que jugó contra el Real Madrid de España en la final de la Copa Intercontinental, que ganó el conjunto xeneize por 2-1. A la vuelta de Japón, en el partido que había quedado postergado contra Independiente por el Apertura, sufrió la rotura de ligamentos de su pierna derecha lo que le impidió jugar los últimos dos partidos del torneo y no volver a las canchas hasta mitad de 2001.
Para el 2001 no estuvo inscrito en la primera lista de la Copa Libertadores por su lesión. Volvió de a poco a tomar ritmo en los últimos partidos del Torneo Clausura y Bianchi lo hizo ingresar en las etapas finales en la lista de la Copa Libertadores en lugar de José María Calvo (con el número 24). Jugó 2 partidos por la Copa Libertadores, que finalmente el club obtuvo. En la segunda parte del año jugó 2 partidos por la Copa Mercosur y 3 encuentros por el Torneo Apertura. No disputó la final de la Copa Intercontinental contra el Bayern Múnich de Alemania por una nueva lesión que lo tuvo a mal traer toda la segunda mitad del año.
En el 2002, con la llegada de Óscar Washington Tabárez, empezó a volver a la titularidad jugando como volante lateral y compartiendo la mitad de la cancha con Mauricio Serna. En el Torneo Clausura jugó 15 partidos y marcó 3 goles y en la Copa Libertadores disputó 7 partidos. En el Torneo Apertura y tras la venta de Mauricio Serna al fútbol mexicano, Sebastián se quedó con la casaca 5, jugó 17 partidos y convirtió 2 goles.
En el Torneo Clausura jugó 7 partidos y convirtió 1 gol. En la Copa Libertadores comenzó siendo suplente pero luego terminó siendo titular jugando 10 partidos. En el Torneo Apertura disputó 18 partidos y convirtió 3 goles, uno de ellos a River Plate, siendo su primer gol en un Superclásico, que sirvió para la victoria 2-0 en el estadio de River. Finalmente terminó saliendo campeón de ese torneo. Boca no priorizó la Copa Sudamericana, aunque jugó los 2 partidos que el equipo disputó en dicho torneo. En la Copa Intercontinental jugó los 120 minutos de ese encuentro frente al Milan de Italia, que finalizó 1-1 y forzó una definición por penales. Su penal correspondiente fue atajado por el brasileño Dida, aunque, en una noche iluminada para Roberto Abbondanzieri (quien atajo 2 penales), Boca se terminó llevando la copa.
En su primera etapa en Boca jugó un total de 149 partidos y convirtió 11 goles, consiguiendo 9 títulos.

#### Villareal CF (2004-2005)
Dadas sus buenas actuaciones en Boca, el Villarreal CF de España compró su pase por 2.5 millones de dólares y lo cedió para jugar la final Intercontinental contra AC Milan.
En el club de Castellón tuvo como compañeros a Juan Román Riquelme, Rodolfo Arruabarrena, Diego Cagna, Luciano Figueroa y Fabricio Coloccini, quienes jugaron también en Boca, además de otros compatriotas como Juan Pablo Sorín y Gonzalo Javier Rodríguez. Seba nunca pudo afianzarse en el equipo, en la temporada 2003/04 jugó 15 partidos. Debido a muchas lesiones que tuvo no pudo disputar muchos partidos en la temporada 2004/05. En Villarreal jugó en total 43 partidos (29 en liga, 2 por Copa del Rey, 11 en Copa UEFA y 1 en Copa Intertoto) y consiguió ganar la Copa Intertoto de la UEFA.

#### Vuelta a Boca Juniors, lesión y retiro (2005-2013)
En mayo de 2005 volvió al club de la Ribera, que tuvo que pagar 1,8 millones de dólares, mientras él se recuperaba en Buenos Aires de una operación en la rodilla derecha. Con la llegada de Alfio Basile, comienza a ser uno de "los once de memoria". En la Recopa Sudamericana fue importante al meterle 1 gol a Once Caldas de Colombia para la victoria 3-1. En la vuelta perdió 2-1 pero igual consiguió su primer título en la vuelta al club. En el torneo Apertura jugó 15 partidos y consiguió ganar el torneo, al igual que la Copa Sudamericana donde jugó 4 partidos, siendo el capitán en la vuelta de la final. Junto con Fernando Gago hizo una dupla muy importante para estos 3 títulos.
Una nueva lesión (pubalgia) lo lleva a maltraer todo el año 2006, volviendo recién a las canchas ante Estudiantes de La Plata (4-0). En ese torneo Clausura solo jugó los últimos 3 partidos. En la segunda parte del año volvería a tener otra lesión, luego de jugar 3 partidos por el torneo Apertura y la final de la Recopa Sudamericana contra San Pablo de Brasil, que terminó ganado, sumando así otro título internacional.
En el 2007 se recuperó de la lesión, pero Ever Banega le quitó el puesto. Aun así, logra jugar 12 partidos en el Torneo Clausura. Disputó 5 encuentros en la Copa Libertadores (que Boca terminó ganando) y metiendo un gol, que sirvió para poner cifras definitivas al encuentro contra Cúcuta Deportivo de Colombia que terminó 3-0, luego de haber perdido 1-3. En el torneo Apertura jugó 17 partidos, en la Copa Sudamericana jugó los 2 partidos en la eliminación con San Pablo y también participó de la Copa Mundial de Clubes, perdiendo la final con AC Milan de Italia.
En el 2008 con la partida de Ever Banega al Valencia CF y con la llegada de Carlos Ischia a la dirección técnica, El León fue un titular inamovible. En el verano le embocó otro gol a River dándole la victoria al conjunto de la Ribera por 2-0. En el Torneo Clausura disputó 13 partidos, debido a algunas lesiones, y convirtió un gol a River para la victoria 1-0, siendo su segundo gol oficial en los Superclásicos. En la Copa Libertadores jugó 12 partidos y convirtió 2 goles. En la segunda parte del año ganó la Recopa Sudamericana frente a Arsenal de Sarandí convirtiendo un gol en la primera final, colaborando con la victoria del equipo por 3-1. En el Torneo Apertura disputó su mejor torneo en su carrera, siendo el sostén del equipo en los peores momentos, demostrando garra, quite y temperamento en la mitad de la cancha, jugando 20 partidos (18 del torneo y los 2 partidos del triangular final) y convirtiendo 2 goles. Además de ser la figura del equipo, alcanzó a Guillermo Barros Schelotto como el jugador con más títulos en la historia de Boca, con 16.
El 2009 fue un año malo para Boca ya que no consiguió títulos. En el torneo Clausura jugó 10 partidos y marcó 1 gol. En la Copa Libertadores jugó los 8 partidos pero quedó eliminado en 8.º de final por Defensor Sporting. En el torneo Apertura vuelve Alfio Basile como entrenador. Jugó 10 partidos y concretó 2 goles. En la Copa Sudamericana quedó eliminado rápidamente con Vélez Sársfield. En el comienzo de 2011 tuvo que ser sometido a una intervención quirúrgica debido a una osteocondritis en el tobillo, que lo llevó a varios meses de inactividad. Se creía que retornaría a las canchas a mediados del torneo Clausura pero tras resentirse de su lesión, es improbable que vuelva a jugar en el 2011.
Tras una larga recuperación, volvió a jugar el 11 de diciembre de 2011 en la última fecha del Torneo Apertura 2011, frente a All Boys, partido en el que Boca Juniors ganaría 1 a 0 en La Bombonera. Ingresó alrededor de los 30 minutos del segundo tiempo, y se ganó la ovación de la gente. Precisamente en este torneo su equipo se consagraría campeón, por lo que Battaglia se convirtió en el jugador que más títulos ganó en Boca con 17, uno más que otro ídolo de Boca Juniors, Guillermo Barros Schelotto. Sin embargo, aquel partido fue su último partido con la azul y oro.
Battaglia intentó por todos los medios médicos mejorar la situación de su lesión y así continuar jugando. Por más de un año se planteó el rumor del retiro y siempre lo desmintió: "Quiero jugar la Libertadores", dijo a mediados de 2012. Pero pese a incluso tratarse clínicamente en Europa nunca pudo mejorar la situación, que se tornó irreversible. El 7 de enero de 2013 y tras poco más de un año sin pisar una cancha, le comunica lo que ya se preveía al técnico y al presidente del club: que se retira del fútbol profesional.

### Como entrenador

#### Almagro (2018)
El 17 de marzo de 2018, Battaglia asumió el cargo como nuevo entrenador de Almagro, en la Primera B Nacional, tras la renuncia del entrenador Alfredo Grelak. El equipo sumaba treinta puntos en 19 fechas cuando asumió Sebastián. Debutó ante Instituto por la fecha 21, en un empate 0 a 0. Una semana más tarde, el equipo goleó 3 a 0 a Juventud Unida y en la siguiente fecha venció 2 a 0 a Agropecuario. En la fecha 23 le ganaría 2 a 1 a Flandría, sin embargo, empataría 0 a 0 contra Guillermo Brown en la fecha siguiente y tuvo que jugar un desempate ante Aldosivi tan solo cuatro días después, donde Almagro perdió 3 a 1. Almagro tendría que jugar el Reducido y acabó eliminado en cuartos al perder 2-0 con Agropecuario. Al no conseguir el ascenso el 11 de mayo Battaglia fue destituido como técnico.

#### Boca Juniors (2020-2022)
Desde enero de 2020 hasta agosto de 2021 fue entrenador de la reserva de Boca Juniors. En julio de 2021 reemplazo a Miguel Ángel Russo durante el aislamiento de gran parte del plantel profesional tras la derrota con Atlético Mineiro y dirigiendo así los partidos ante Banfield y San Lorenzo. El primer partido lo empató 0 a 0 tras un excelente partido de la reserva de Boca, que había jugado al día anterior, versus un Banfield dominado y anulado completamente. El 17 de agosto de 2021 fue presentado como Director Técnico del equipo Xeneize tras el despido de Miguel Ángel Russo. El 8 de diciembre de ese mismo año ganó la Copa Argentina 2019-20, este fue su primer título como entrenador de Boca.
En mayo del año 2022, ganó su segundo título como DT de Boca, la Copa de la Liga Profesional 2022, eliminando en cuartos de final a Defensa y Justicia por 2-0, en semifinales a Racing Club por tanda de penales (6-5) y en la final superando a Tigre por 3-0.
Fue cesado de su cargo el 6 de julio de 2022 después de su eliminación ante Corinthians en los octavos de final de la Copa Libertadores.

#### Huracán (2023)
El 9 de mayo de 2023, Battaglia fue confirmado como entrenador de Huracán. En junio de 2023, luego de la eliminación en la Copa Sudamericana, presentó su renuncia al cargo luego de dirigir tan solo 10 encuentros.

#### San Miguel (2024-2025)
El 2 de diciembre de 2024, fue anunciado como técnico de San Miguel y firmó contrato por una temporada. En abril de 2025, fue relevado de sus funciones después de una serie de malos resultados en la Primera Nacional.

## Selección nacional
Ha sido internacional con la Selección de fútbol de Argentina, debutando con la selección mayor el 31 de enero de 2003, suplantando a Leonardo Ponzio en el minuto 73 del partido contra la Selección de fútbol de Honduras (3-1). En total ha participado en 5 partidos amistosos y en 5 partidos por eliminatorias mundialistas (2 para la Copa Mundial de 2006 y 3 para la Copa Mundial de 2010).

### Participaciones en Eliminatorias
| Eliminatorias     | Resultado   | Partidos | Goles |
| ----------------- | ----------- | -------- | ----- |
| Eliminatoria 2006 | Clasificado | 2        | 0     |
| Eliminatoria 2010 | Clasificado | 3        | 0     |

## Dorsales
Debutó en Boca con el número 34 durante el Torneo Clausura 1998. Para el torneo siguiente, Carlos Bianchi le dio la 22 que usó hasta el Torneo Clausura 2001. En la Copa Libertadores 2001 al no estar inscrito en la primera parte ya que venía de una lesión, ingresó en la lista por José María Calvo que tenía el número 24. La 22 en esa Copa la usó Gustavo Pinto. Para la segunda mitad de 2001 Bianchi le dio la camiseta número 8, que era de Julio Marchant. Una costumbre del Virrey asignar la numeración como en las épocas antiguas, tratando de que los titulares tengan los números del 1 al 11. Sin embargo no fue una buena mitad de año con una nueva lesión. Tal vez por eso con la llegada de Óscar Tabárez volvió a usar la 22 en la primera mitad de 2002. Con la ida de Serna, se adueñó por primera vez de la camiseta número 5 a partir del Torneo Apertura 2002. Con esa camiseta jugó hasta su ida al Villarreal C. F. a fin de 2003. 
En Villarreal C. F. al llegar a mitad de la temporada 2003-2004 le dieron la número 21. Y esa usó hasta su vuelta a Boca.
A su regreso a Boca en el Torneo Apertura 2005 usó el mismo número que en Villarreal, el número 21. Sin embargo, para disputar la Recopa Sudamericana 2005 solo se permitía anotar a 20 jugadores. Por eso Alfio basile le dio la 8, relegando a Diego Cagna que ya era suplente a usar la 20. Ese mismo número 8 también lo usó en la Copa Sudamericana 2005. 
En el Torneo Clausura 2006, la Recopa Sudamericana 2006 (ahora permitía inscribir 23 jugadores), el Torneo Apertura 2006 y la Copa Sudamericana 2006 siguió utilizando el número 21.
Para 2007, con la ida de Fernando Gago, se volvió a adueñar de la camiseta número 5 hasta su retiro en el Torneo Apertura 2011.

## Homenajes

### Reconocimiento

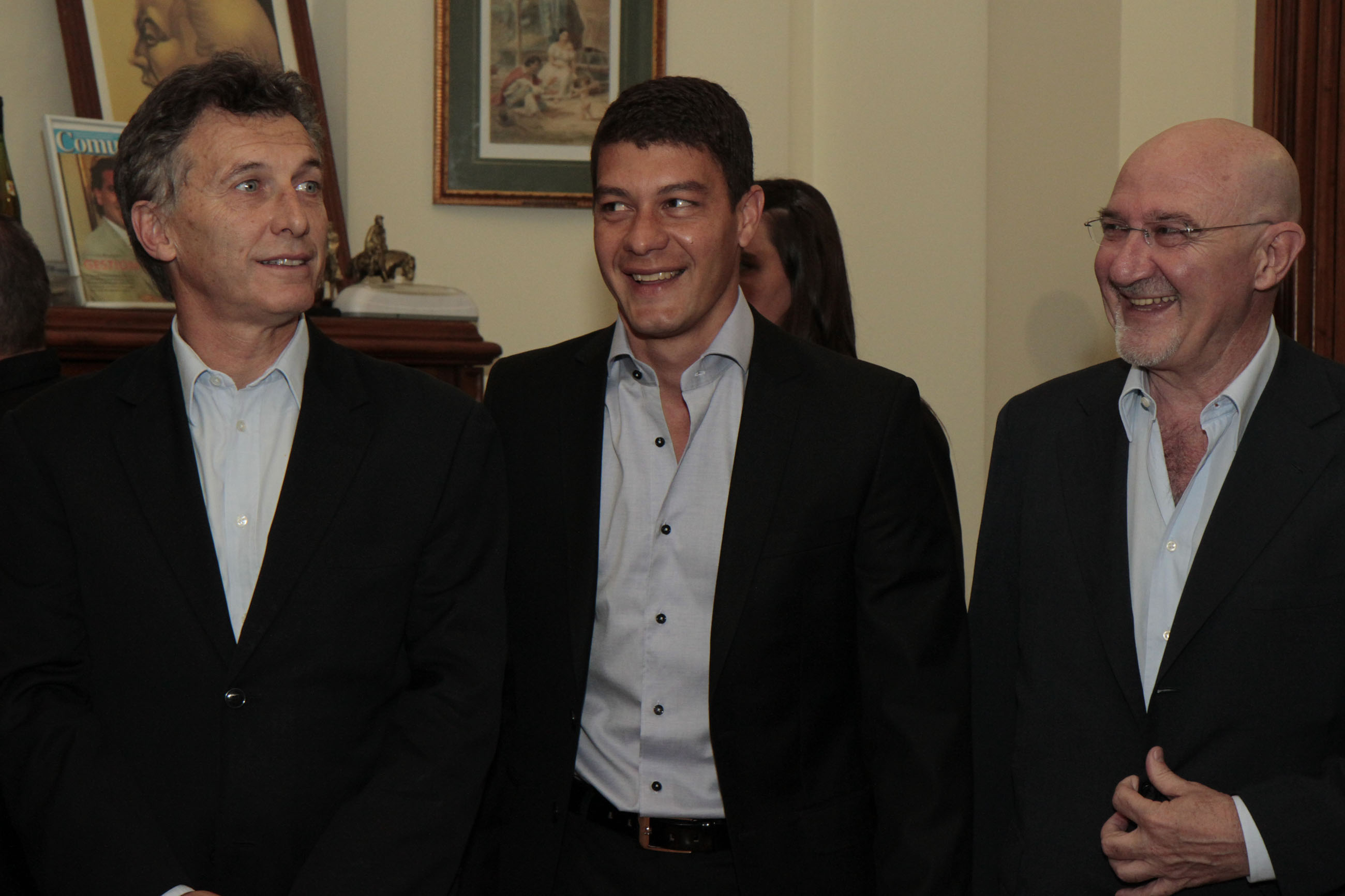
Sebastián Battaglia en su homenaje con Mauricio Macri y Oscar Moscariello.

El 4 de diciembre de 2012, en la Legislatura Porteña, fue declarado Personalidad Destacada del Deporte de la Ciudad Autónoma de Buenos Aires por ser el jugador que más títulos obtuvo en la historia de Boca Juniors y por su extensa trayectoria deportiva. En dicho acto concurrió la familia de Sebastián, el jefe de Gobierno local, Mauricio Macri, y el exdirector técnico del club xeneize Carlos Bianchi.

### Partido despedida/homenaje
El partido homenaje de Sebastián Battaglia se hizo el 8 de julio de 2015 en La Bombonera, que contó con la presencia de más de 40.000 espectadores. El partido terminó 6-4, Battaglia marcó dos goles  (marcó uno con un equipo y el otro gol lo marcó jugando para el otro equipo). Al encuentro asistieron muchos ídolos de Boca, entre ellos, Riquelme, Palermo, Guillermo Barros Schelotto, "Chicho" Serna, Omar Pérez entre muchos más. Sin duda fue un día inolvidable tanto para él, como para los hinchas de Boca.
El 12 de octubre (iba a realizarse el 12 de septiembre, pero se cambió) se le hizo otro partido homenaje, esta vez en Paraná (Argentina), Entre Ríos. El motivo de otro partido homenaje es que la gente que vive en el interior y no tuvo la posibilidad de ir ese día a La Bombonera, pueda disfrutar de este nuevo evento.

## Estadísticas

### Como jugador

#### Clubes
| C. A. Boca Juniors Argentina | 1.ª           | 1998          | 1   | 0  | - | - | -   | - | 1   | 0  | 0,00 |
| C. A. Boca Juniors Argentina | 1.ª           | 1998-99       | 4   | 0  | - | - | 3   | 0 | 7   | 0  | 0,00 |
| C. A. Boca Juniors Argentina | 1.ª           | 1999-00       | 18  | 0  | - | - | 13  | 0 | 31  | 0  | 0,00 |
| C. A. Boca Juniors Argentina | 1.ª           | 2000-01       | 19  | 0  | - | - | 7   | 1 | 26  | 1  | 0,03 |
| C. A. Boca Juniors Argentina | 1.ª           | 2001-02       | 18  | 3  | - | - | 11  | 0 | 29  | 3  | 0,10 |
| C. A. Boca Juniors Argentina | 1.ª           | 2002-03       | 24  | 3  | - | - | 10  | 0 | 34  | 3  | 0,08 |
| C. A. Boca Juniors Argentina | 1.ª           | 2003          | 18  | 3  | - | - | 3   | 0 | 21  | 3  | 0,14 |
| C. A. Boca Juniors Argentina | 1.ª           | 2005-06       | 18  | 0  | - | - | 6   | 1 | 24  | 1  | 0,04 |
| C. A. Boca Juniors Argentina | 1.ª           | 2006-07       | 15  | 2  | - | - | 7   | 1 | 22  | 3  | 0,13 |
| C. A. Boca Juniors Argentina | 1.ª           | 2007-08       | 30  | 1  | - | - | 16  | 2 | 46  | 3  | 0,06 |
| C. A. Boca Juniors Argentina | 1.ª           | 2008-09       | 30  | 3  | - | - | 10  | 1 | 40  | 4  | 0,10 |
| C. A. Boca Juniors Argentina | 1.ª           | 2009-10       | 10  | 2  | - | - | 2   | 0 | 12  | 2  | 0,16 |
| C. A. Boca Juniors Argentina | 1.ª           | 2010-11       | 19  | 1  | - | - | -   | - | 19  | 1  | 0,05 |
| C. A. Boca Juniors Argentina | 1.ª           | 2011          | 1   | 0  | - | - | -   | - | 1   | 0  | 0,00 |
| C. A. Boca Juniors Argentina | Total club    | Total club    | 225 | 18 | 0 | 0 | 88  | 6 | 313 | 24 | 0,07 |
| Villarreal C. F. · España | 1.ª           | 2004          | 15  | 0  | 2 | 0 | 8   | 0 | 25  | 0  | 0,00 |
| Villarreal C. F. · España | 1.ª           | 2004-05       | 14  | 0  | 1 | 0 | 9   | 0 | 24  | 0  | 0,00 |
| Villarreal C. F. · España | Total club    | Total club    | 29  | 0  | 3 | 0 | 17  | 0 | 49  | 0  | 0,00 |
| Total carrera | Total carrera | Total carrera | 254 | 18 | 3 | 0 | 105 | 6 | 362 | 24 | 0,06 |
| (1) Incluye datos de la Copa del Rey (2003-04, 2004-05). (2) Incluye datos de la Copa Mercosur (1998, 2000); Copa Libertadores (2000, 2001, 2002, 2003, 2007, 2008, 2009); Copa Intercontinental (2000, 2003); Copa Sudamericana (2003, 2005, 2007, 2009); Copa UEFA (2003-04, 2004-05); Copa Intertoto de la UEFA (2004-05); Recopa Sudamericana (2005, 2006, 2008); Copa Mundial de Clubes de la FIFA (2007). (2) No incluye goles en partidos amistosos. |               |               |     |    |   |   |     |   |     |    |      |

#### Selección
| Selección | Año   | Amistosos | Amistosos | Eliminatorias | Eliminatorias | Total | Total |
| Selección | Año   | PJ        | G         | PJ            | G             | PJ    | G     |
| --------- | ----- | --------- | --------- | ------------- | ------------- | ----- | ----- |
| Argentina | 2003  | 3         | 0         | -             | -             | 3     | 0     |
| Argentina | 2005  | 1         | 0         | 2             | 0             | 3     | 0     |
| Argentina | 2008  | -         | -         | 2             | 0             | 2     | 0     |
| Argentina | 2009  | 1         | 0         | 1             | 0             | 2     | 0     |
| Total     | Total | 5         | 0         | 5             | 0             | 10    | 0     |

#### Resumen por competencias
| Competición             | Partidos | Goles | Promedio |
| ----------------------- | -------- | ----- | -------- |
| Primera División        | 254      | 18    | 0,07     |
| Copas nacionales        | 3        | 0     | 0,00     |
| Torneos internacionales | 105      | 6     | 0,07     |
| Selección de Argentina  | 10       | 0     | 0,00     |
| Total                   | 372      | 24    | 0,06     |

### Como entrenador
| Equipo                 | Div.                | Temporada           | Liga  | Liga | Liga | Liga | Liga |       | Copa | Copa | Copa | Copa  |   | Internacional | Internacional | Internacional | Internacional | Internacional |   | Otros | Otros | Otros | Otros |    | Totales | Totales     | Totales | Totales | Totales | Totales | Totales | Totales | Totales |
| Equipo                 | Div.                | Temporada           | Part. | G    | E    | P    | Pos. | Part. | G    | E    | P    | Part. | G | E             | P             | Pos.          | Part.         | G             | E | P     | Part. | G     | E     | P  | Puntos  | Rendimiento | GF      | GC      | Dif.    |         |         |         |         |
| ---------------------- | ------------------- | ------------------- | ----- | ---- | ---- | ---- | ---- | ----- | ---- | ---- | ---- | ----- | - | ------------- | ------------- | ------------- | ------------- | ------------- | - | ----- | ----- | ----- | ----- | -- | ------- | ----------- | ------- | ------- | ------- | ------- | ------- | ------- | ------- |
| Almagro Argentina      | 2.ª                 | 2017-18             | 7     | 3    | 2    | 2    | 2.º  | -     | -    | -    | -    | -     | - | -             | -             | -             | -             | -             | - | -     | 7     | 3     | 2     | 2  | 11/21   | 52.38%      | 8       | 6       | +2      |         |         |         |         |
| Almagro Argentina      | Total               | Total               | 7     | 3    | 2    | 2    | -    | -     | -    | -    | -    | -     | - | -             | -             | -             | -             | -             | - | -     | 7     | 3     | 2     | 2  | 11/21   | 52.38%      | 8       | 6       | +2      |         |         |         |         |
| Boca Juniors Argentina | 1.ª                 | 2021                | 21    | 11   | 5    | 5    | 4.º  | 3     | 1    | 2    | 0    | -     | - | -             | -             | -             | -             | -             | - | -     | 24    | 12    | 7     | 5  | 43/72   | 59.72%      | 34      | 16      | +18     |         |         |         |         |
| Boca Juniors Argentina | 1.ª                 | 2022                | 6     | 3    | 0    | 3    | Inc. | 19    | 11   | 7    | 1    | 8     | 3 | 3             | 2             | 1/8           | -             | -             | - | -     | 33    | 17    | 10    | 6  | 61/99   | 61.62%      | 45      | 28      | +17     |         |         |         |         |
| Boca Juniors Argentina | Total               | Total               | 27    | 14   | 5    | 8    | -    | 22    | 12   | 9    | 1    | 8     | 3 | 3             | 2             | -             | -             | -             | - | -     | 57    | 29    | 17    | 11 | 104/171 | 60.82%      | 79      | 44      | +35     |         |         |         |         |
| Huracán Argentina      | 1.ª                 | 2023                | 6     | 0    | 3    | 3    | Inc. | -     | -    | -    | -    | 3     | 0 | 1             | 2             | FG            | -             | -             | - | -     | 9     | 0     | 4     | 5  | 4/27    | 14.81%      | 3       | 10      | -7      |         |         |         |         |
| Huracán Argentina      | Total               | Total               | 6     | 0    | 3    | 3    | -    | -     | -    | -    | -    | 3     | 0 | 1             | 2             | -             | -             | -             | - | -     | 9     | 0     | 4     | 5  | 4/27    | 14.81%      | 3       | 10      | -7      |         |         |         |         |
| San Miguel Argentina   | 2.ª                 | 2025                | 11    | 3    | 5    | 3    | Inc. | -     | -    | -    | -    | -     | - | -             | -             | -             | -             | -             | - | -     | 11    | 3     | 5     | 3  | 14/33   | 42.42%      | 12      | 10      | +2      |         |         |         |         |
| San Miguel Argentina   | Total               | Total               | 11    | 3    | 5    | 3    | -    | -     | -    | -    | -    | -     | - | -             | -             | -             | -             | -             | - | -     | 11    | 3     | 5     | 3  | 14/33   | 42.42%      | 12      | 10      | +2      |         |         |         |         |
| Total en su carrera    | Total en su carrera | Total en su carrera | 51    | 20   | 15   | 16   | -    | 22    | 12   | 9    | 1    | 11    | 3 | 4             | 4             | -             | -             | -             | - | -     | 84    | 35    | 28    | 21 | 133/252 | 52.78%      | 102     | 70      | +32     |         |         |         |         |
| 1. 2.                  |                     |                     |       |      |      |      |      |       |      |      |      |       |   |               |               |               |               |               |   |       |       |       |       |    |         |             |         |         |         |         |         |         |         |

#### Resumen por competencias
| Torneo                        | PD | G  | E  | P  | GF  | GC | Dif. | Rendimiento | Mejor Resultado  |
| ----------------------------- | -- | -- | -- | -- | --- | -- | ---- | ----------- | ---------------- |
| Primera B Nacional            | 18 | 6  | 7  | 5  | 20  | 16 | +4   | 46.29%      | Subcampeón       |
| Primera División de Argentina | 33 | 14 | 8  | 11 | 45  | 32 | +13  | 50.5%       | 4.º lugar        |
| Copa Argentina                | 5  | 3  | 2  | 0  | 6   | 1  | +5   | 73.33%      | Campeón          |
| Copa de la Liga               | 17 | 9  | 7  | 1  | 24  | 11 | +13  | 66.67%      | Campeón          |
| Copa Libertadores             | 8  | 3  | 3  | 2  | 5   | 5  | +0   | 50%         | Octavos de final |
| Copa Sudamericana             | 3  | 0  | 1  | 2  | 2   | 5  | -3   | 11.11%      | Fase de grupos   |
| Total                         | 84 | 35 | 28 | 21 | 102 | 70 | +32  | 52.78%      | 2 Títulos        |

## Palmarés

### Como jugador

#### Campeonatos nacionales
| Título           | Equipo             | País      | Año    |
| ---------------- | ------------------ | --------- | ------ |
| Primera División | C. A. Boca Juniors | Argentina | 1999-C |
| Primera División | C. A. Boca Juniors | Argentina | 2000-A |
| Primera División | C. A. Boca Juniors | Argentina | 2003-A |
| Primera División | C. A. Boca Juniors | Argentina | 2005-A |
| Primera División | C. A. Boca Juniors | Argentina | 2006-C |
| Primera División | C. A. Boca Juniors | Argentina | 2008-A |
| Primera División | C. A. Boca Juniors | Argentina | 2011-A |

#### Campeonatos internacionales
| Título                       | Equipo             | Sede         | Año  |
| ---------------------------- | ------------------ | ------------ | ---- |
| Copa Libertadores de América | C. A. Boca Juniors | São Paulo    | 2000 |
| Copa Intercontinental        | C. A. Boca Juniors | Tokio        | 2000 |
| Copa Libertadores de América | C. A. Boca Juniors | Buenos Aires | 2001 |
| Copa Libertadores de América | C. A. Boca Juniors | São Paulo    | 2003 |
| Copa Intercontinental        | C. A. Boca Juniors | Yokohama     | 2003 |
| Copa Intertoto de la UEFA    | Villarreal C. F.   | Madrid       | 2004 |
| Recopa Sudamericana          | C. A. Boca Juniors | Manizales    | 2005 |
| Copa Sudamericana            | C. A. Boca Juniors | Buenos Aires | 2005 |
| Recopa Sudamericana          | C. A. Boca Juniors | São Paulo    | 2006 |
| Copa Libertadores de América | C. A. Boca Juniors | Porto Alegre | 2007 |
| Recopa Sudamericana          | C. A. Boca Juniors | Buenos Aires | 2008 |

### Como entrenador

#### Campeonatos nacionales
| Título           | Equipo             | País      | Año     |
| ---------------- | ------------------ | --------- | ------- |
| Copa Argentina   | C. A. Boca Juniors | Argentina | 2019-20 |
| Copa de la Liga  | C. A. Boca Juniors | Argentina | 2022    |
| Primera División | C. A. Boca Juniors | Argentina | 2022    |

## Distinciones individuales
| Distinción                                                                   | Año             |
| ---------------------------------------------------------------------------- | --------------- |
| Parte del Equipo Ideal de América                                            | 2003            |
| Personalidad Destacada del Deporte de la Ciudad Autónoma de Buenos Aires     | 2012            |
| Jugador con el mayor número de títulos ganados con Boca Juniors (17 títulos) | 2011-actualidad |